# Strada europea E018
La strada europea E018 è una strada europea che collega Zhezkazgan a Uspenka in Kazakistan. Come si evince dalla numerazione, si tratta di una strada di classe B posta a est della E101.

## Percorso
La E018 è definita con i seguenti capisaldi di itinerario: "Zhezkazgan - Karaganda - Pavlodar - Uspenka".